# Pandanus bipollicaris
Pandanus bipollicaris är en enhjärtbladig växtart som beskrevs av Harold St.John. Pandanus bipollicaris ingår i släktet Pandanus och familjen Pandanaceae.
Artens utbredningsområde är Vietnam. Inga underarter finns listade.